# Хомейран (Шафт)
Хомейран (перс. خميران) — село в Ірані, у дегестані Джірдег, в Центральному бахші, шагрестані Шафт остану Ґілян. За даними перепису 2006 року, його населення становило 380 осіб, що проживали у складі 90 сімей.

## Клімат
Середня річна температура становить 14,25°C, середня максимальна – 28,17°C, а середня мінімальна – -0,60°C. Середня річна кількість опадів – 963 мм.
| Клімат поселення                              | Клімат поселення | Клімат поселення | Клімат поселення | Клімат поселення | Клімат поселення | Клімат поселення | Клімат поселення | Клімат поселення | Клімат поселення | Клімат поселення | Клімат поселення | Клімат поселення | Клімат поселення |
| Показник                                      | Січ.             | Лют.             | Бер.             | Квіт.            | Трав.            | Черв.            | Лип.             | Серп.            | Вер.             | Жовт.            | Лист.            | Груд.            |                  |
| Середній максимум, °C                         | 9,07             | 9,38             | 12,00            | 18,13            | 22,10            | 25,42            | 28,17            | 27,61            | 24,19            | 21,17            | 16,77            | 12,17            |                  |
| Середня температура, °C                       | 4,25             | 4,54             | 7,16             | 13,29            | 17,26            | 20,58            | 23,82            | 23,25            | 19,83            | 16,80            | 12,41            | 7,81             |                  |
| Середній мінімум, °C                          | −0,6             | −0,3             | 2,33             | 8,46             | 12,42            | 15,74            | 19,47            | 18,89            | 15,48            | 12,47            | 8,05             | 3,46             |                  |
| Норма опадів, мм                              | 102              | 82               | 78               | 53               | 41               | 26               | 20               | 45               | 96               | 147              | 132              | 141              |                  |
| Середньомісячна швидкість вітру, м/с          | 2.22             | 2.35             | 2.40             | 2.30             | 2.30             | 2.57             | 2.50             | 2.38             | 2.12             | 2.06             | 1.91             | 1.93             |                  |
| Середньомісячна сонячна радіація, кДж/м²·день | 6858             | 9010             | 11098            | 15762            | 20067            | 22370            | 23210            | 19639            | 16110            | 11045            | 8629             | 6595             |                  |
| --------------------------------------------- | ---------------- | ---------------- | ---------------- | ---------------- | ---------------- | ---------------- | ---------------- | ---------------- | ---------------- | ---------------- | ---------------- | ---------------- | ---------------- |
| Джерело:                                      |                  |                  |                  |                  |                  |                  |                  |                  |                  |                  |                  |                  |                  |